# Hidajet Repovac
Hidajet Repovac (Sarajevo, 1945. – Sarajevo, 27. studenog, 2018.), bosanskohercegovački je sociolog.

## Životopis
Hidajet Repovac je rođen u Sarajevu, 1945. godine. Diplomirao je, magistrirao i doktorirao na Odsjeku sociologije Fakulteta političkih znanosti Sveučilišta u Sarajevu. Po završenom studiju biran je za asistenta na predmetu Sociologija rada, a nakon odbranjenog doktorata i u zvanje docenta na predmetu Sociologija kulture. Kasnije je biran u zvanje izvanrednog, pa zatim u redovnog profesora (1993). U razdoblju od 1992. do 1995. godine obnašao je dužnost dekana Fakulteta političkih znanosti Sveučilišta u Sarajevu dajući poseban doprinos u njegovom očuvanju i djelovanju tijekom rata. Predavao je na nastavnim disciplinama Sociologija kulture i Povijest civilizacije na Fakultetu političkih znanosti.
Tijekom rata, 1993. godine, pokrenuo je osnivanje Fakulteta za kriminalistiku, kriminologiju i sigurnosne studije Sveučilišta u Sarajevu. Bio je i profesor na tom fakultetu, te dekan u razdoblju od 2001. do 2006. godine. Držao je nastavu iz Sociologije na Šumarskom fakultetu u Sarajevu, te na 
Fakultetu islamskih znanosti. Bio je član i dugogodišnji predsjednik Asocijacije nezavisnih intelektualaca Krug 99.
Preminuo je u Sarajevu, 27. studenog 2018. godine. 

## Djela
- Klasne protivurječnosti kulture (Sarajevo-Banja Luka, 1983)
- Sociologija simboličke kulture (Sarajevo, 2003)
- Eseji o književnosti i umjetnosti: filozofsko-sociološki diskurs (Sarajevo, 2013)

## Vanjske povezice
- Preminuo dr. Hidajet Repovac, profesor emeritus Univerziteta u Sarajevu